# Ардзинба, Мария Кукуновна
Мария Кукуновна Ардзинба (1923, Дурипш, Социалистическая Советская Республика Грузия — 1995, Дурипш, Гудаутский район) — колхозница колхоза «Дурипш» Гудаутского района Абхазской АССР, Грузинская ССР. Герой Социалистического Труда (08.04.1971).

## Биография
Родилась в 1923 (по другим данным — в 1920) году в селении Дурипш Сухумского округа Грузинской демократической республики, ныне — Гудаутского района Абхазии, в семье крестьянина. Абхазка.
После окончания сельской школы со второй половины 1930-х годов трудилась в чаеводческой бригаде местного колхоза имени Берия Гудаутского района Абхазской АССР.
Мария Кукуновна ежегодно собирала с каждого закреплённого за ней гектара по 6-7 тонн зелёного чайного листа, но задалась целью догнать чаевода Гальского района Джумутия Сарамиду, которая с 0,5 гектара собирала до 12 тонн чая. Будучи ученицей знатного труженика Темура Тарба, она упорным трудом добивалась желаемого результата и в 1947 году получила по 8 тонн чая с каждого из 2 гектаров.
По итогам работы в 1947 году и 7-й семилетке (1959—1965) Мария Кукуновна была награждена двумя орденами Трудового Красного Знамени.
На протяжении ряда лет 8-й пятилетки (1966—1970) продолжала оставаться лидером в сборе чайного листа, как в своём колхозе, так и среди чаеводов Гудаутского района Абхазии, собрала 20,5 тонн сортового чайного листа, перевыполнив пятилетний план на 8,5 тонн.
Указом Президиума Верховного Совета СССР от 8 апреля 1971 года за выдающиеся успехи, достигнутые в развитии сельскохозяйственного производства и выполнении пятилетнего плана продажи государству продуктов земледелия и животноводства, Ардзинба Марии Кукуновне присвоено звание Героя Социалистического Труда с вручением ордена Ленина и золотой медали «Серп и Молот».
М. К. Ардзинба семь раз участвовала в Выставки достижений народного хозяйства (ВДНХ) СССР.
Избиралась депутатом Верховного Совета Грузинской ССР 2-го созыва (1947—1951) и делегатом XXIV съезда КПСС (1971).
Проживала в родном селе Дурипш. Скончалась в 1995 году.

## Награды
- Золотая медаль «Серп и Молот» (08.04.1971)
- орден Ленина (08.04.1971)
- орден Трудового Красного Знамени (21.02.1948)
- орден Трудового Красного Знамени (02.04.1966)
- Медаль «За трудовое отличие» (24.02.1946)
- Медаль «В ознаменование 100-летия со дня рождения Владимира Ильича Ленина»
- Медаль «За доблестный труд в Великой Отечественной войне 1941—1945 гг.»
- Медаль «Ветеран труда»
- медали Выставки достижений народного хозяйства (ВДНХ)
- и другими